# قرش الرمل الببري

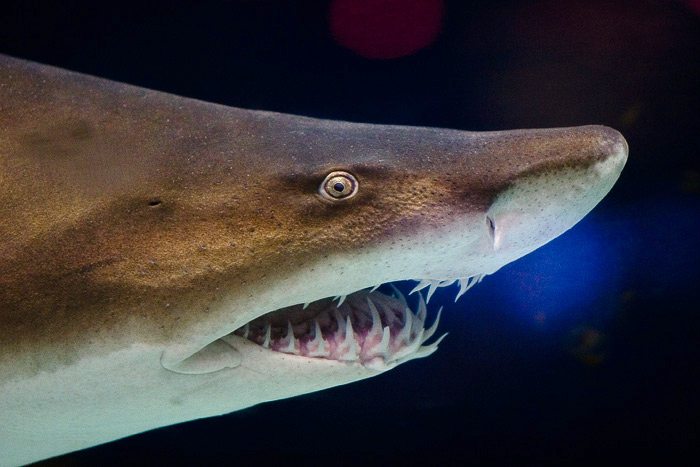
صورة مقربة لرأس قرش الرمل الببريّ مظهرةً العين الصغيرة والأسنان البارزة لهذا القرش

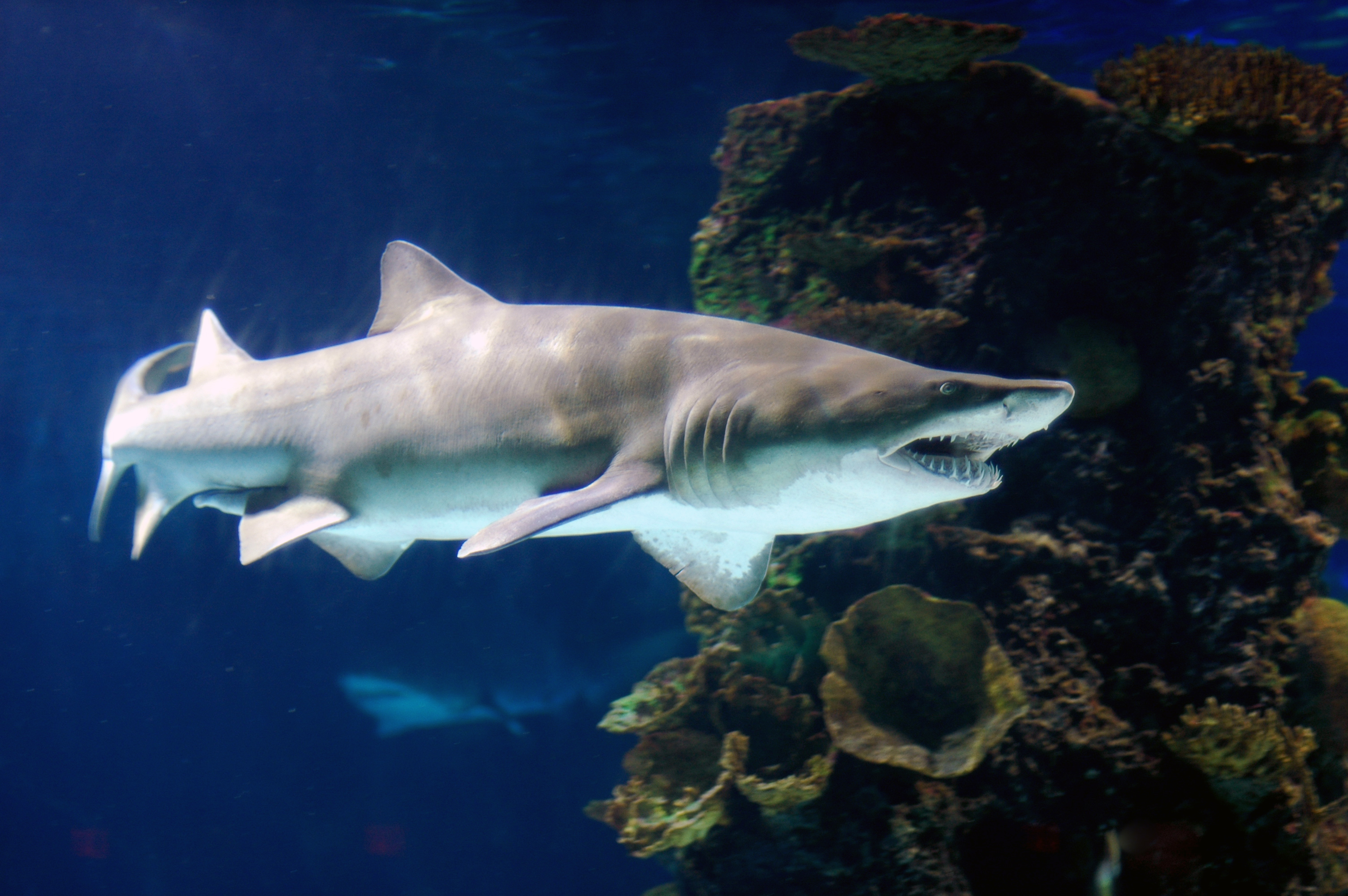
قرش الرمل الببري

قرش الرمل الببري هو أحد أنواع سمك القرش الذي يعيش في حواف أو رفوف القارات في مياه المناطق شبه الاستوائية والمعتدلة، تأتي تسمية هذا النوع بسبب أحد البيئات التي يعيش فيها وهي الشواطئ الرملية، وكذلك الحيود البحرية ويتواجد إلى عمق حوالي 191 م، يتواجد هذا القرش في مياه السواحل الشرقية لأمريكا الشمالية والجنوبية، ومياه اليابان ، وأستراليا ، وجنوب إفريقية وحوض البحر الأبيض المتوسط، ليس لقرش الرمل الببري أي علاقة بالقرش الببري.

## صفته
على الرغم من منظره المخيف وقدرته القوية على السباحة، إلا أنه عادة ما يكون بطئ الحركة وهادئ . لهذا النوع رأس مدبب الشكل وجسم ممتلئ بطول 3 أمتار ولونه رصاصي وله بقع بنية مائلة إلى الاحمرار على ظهره، يستطيع قرش الرمل الببري بلع الهواء من سطح الماء ليقف في وسط الماء من دون جهد.

## التغذية
يغتذي هذا النوع من القرش في أغلب الأحيان على الأحياء البحرية القاعية حتى الموجودة في الرصيف أو الحافة القارية (continental shelf) ، وتؤلف الأسماك العظمية 60% من غذائه والنسبة الباقية هي القروش والورانك.

## معرض صور

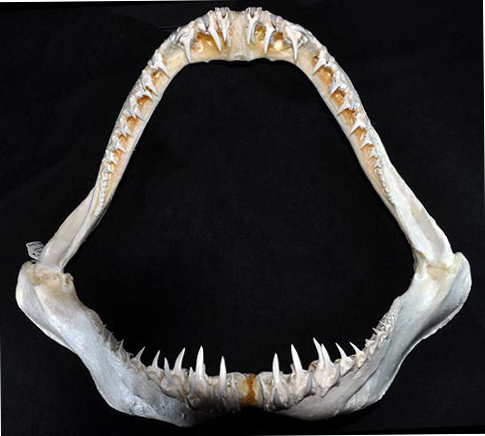
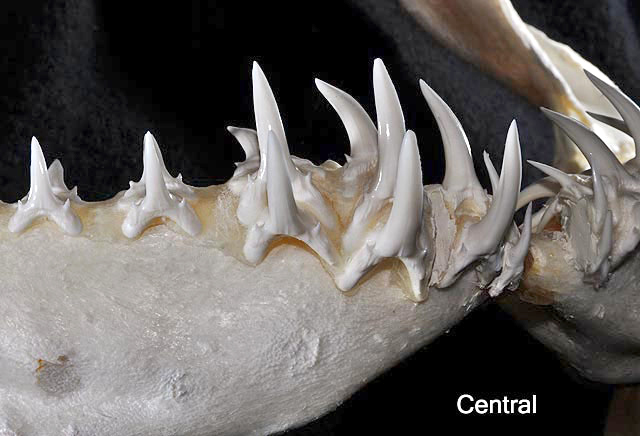
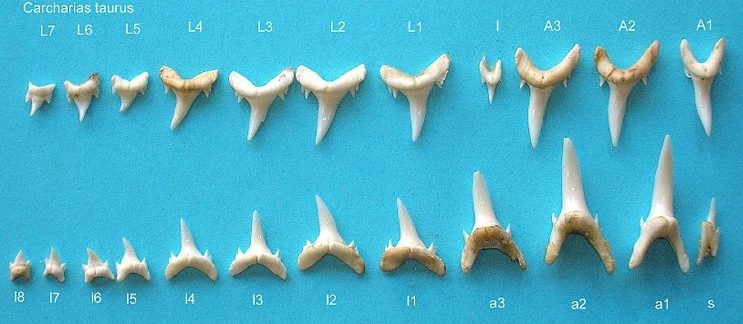
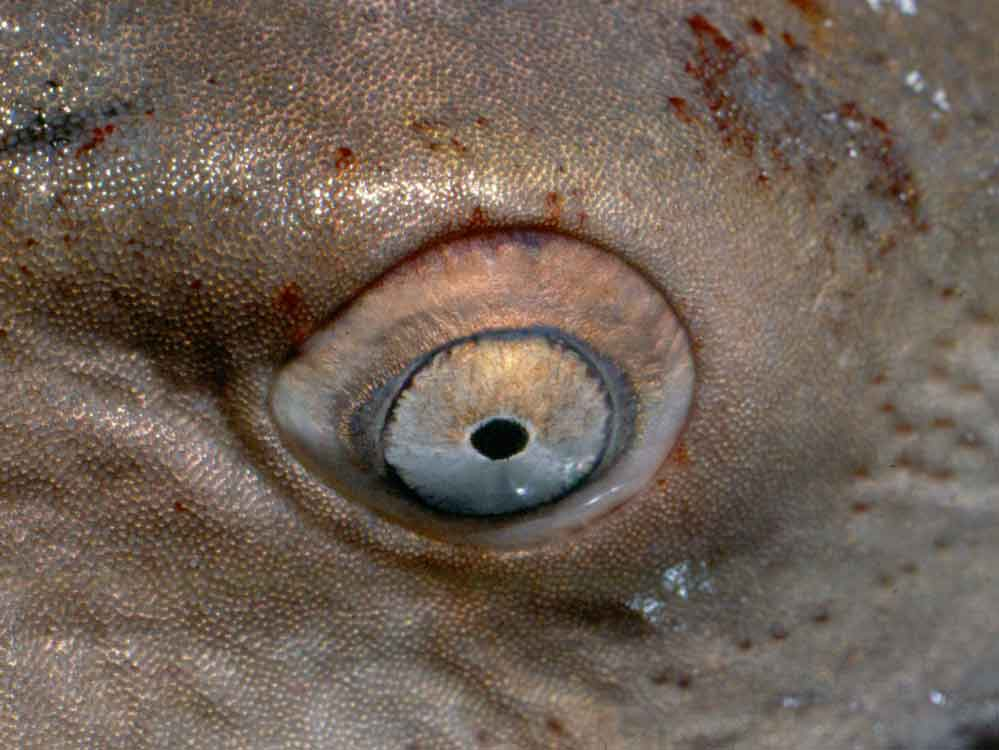